# Чед Кілгер
Чед Кілгер (англ. Chad Kilger, нар. 27 листопада 1976, Корнвол) — канадський хокеїст, що грав на позиції крайнього нападника.
Провів понад 700 матчів у Національній хокейній лізі.

## Ігрова кар'єра
Хокейну кар'єру розпочав 1993 року виступами за команду «Кінгстон Фронтенакс» (ОХЛ).
1995 року був обраний на драфті НХЛ під 4-м загальним номером командою «Майті Дакс оф Анагайм». У складі «могутніх качок» провів половину сезону 1995/96 та разом з Олегом Твердовським його обміняли на Теему Селянне з «Вінніпег Джетс», але і тут він не затримався в сонові і вирушив до складу фарм-клубу «Спрингфілд Фалконс».
Сезон 1997/98 Чед розпочав у складі «Фінікс Койотс» але після десяти матчів опинився в складі «Чикаго Блекгокс». У березні 1999 він потрапив під великий обмін до «Едмонтон Ойлерс», серед яких зокрема були Етан Моро в обмін, зокрема на Бориса Миронова. У грудня 2000 також завдяки обміну опинився в складі «Монреаль Канадієнс», де він відіграв чотири сезону після чого в березні 2004 перебрався до «Торонто Мейпл-Ліфс».
У складі «кленових» він встановив рекорд швидкості кидка шайби, його кидок досяг швидкості в 105,2 миль/год. Його рекорд перевершив Шон Гайнс (106 миль/год), а згодом Шелдон Сурей встановив новий рекорд 106,7 миль/год у 2009 виступаючи за «Едмонтон Ойлерс». 
В останньому сезоні 26 лютого 2008 Чед уклав попередній контракт з клубом Флорида Пантерс, але 5 березня цей контракт «пантери» достроково розірвали. 5 липня Кілгер заявив про завершення кар'єри.
Загалом провів 750 матчів у НХЛ, включаючи 36 ігор плей-оф Кубка Стенлі.

## Тренерська робота
В сезоні 2018-19 був асистентом головного тренера клубу U-14 «Сівей Волей Рапідс» ліги Східного Онтаріо.

## Статистика
| Сезон        | Клуб                    | Ліга         | Регулярний сезон | Регулярний сезон | Регулярний сезон | Регулярний сезон | Регулярний сезон | Плей-оф | Плей-оф | Плей-оф | Плей-оф | Плей-оф |
| Сезон        | Клуб                    | Ліга         | І                | Г                | П                | О                | ШХ               | І       | Г       | П       | О       | ШХ      |
| ------------ | ----------------------- | ------------ | ---------------- | ---------------- | ---------------- | ---------------- | ---------------- | ------- | ------- | ------- | ------- | ------- |
| 1993–94      | «Кінгстон Фронтенакс»   | ОХЛ          | 66               | 17               | 35               | 52               | 23               | 6       | 7       | 2       | 9       | 8       |
| 1994–95      | «Кінгстон Фронтенакс»   | ОХЛ          | 65               | 42               | 53               | 95               | 6                | 5       | 2       | 7       | 10      | 0       |
| 1995–96      | «Майті Дакс оф Анагайм» | НХЛ          | 45               | 5                | 7                | 12               | 22               | —       | —       | —       | —       | —       |
| 1995–96      | «Вінніпег Джетс»        | НХЛ          | 29               | 2                | 3                | 5                | 12               | 4       | 1       | 0       | 1       | 0       |
| 1996–97      | «Спрингфілд Фалконс»    | АХЛ          | 52               | 17               | 28               | 45               | 36               | 16      | 5       | 7       | 12      | 56      |
| 1997–98      | «Спрингфілд Фалконс»    | АХЛ          | 35               | 14               | 14               | 28               | 33               | —       | —       | —       | —       | —       |
| 1997–98      | «Фінікс Койотс»         | НХЛ          | 10               | 0                | 1                | 1                | 4                | —       | —       | —       | —       | —       |
| 1997–98      | «Чикаго Блекгокс»       | НХЛ          | 22               | 3                | 8                | 11               | 6                | —       | —       | —       | —       | —       |
| 1998–99      | «Чикаго Блекгокс»       | НХЛ          | 64               | 14               | 11               | 25               | 30               | —       | —       | —       | —       | —       |
| 1998–99      | «Едмонтон Ойлерс»       | НХЛ          | 13               | 1                | 1                | 2                | 4                | 4       | 0       | 0       | 0       | 4       |
| 1999–00      | «Едмонтон Ойлерс»       | НХЛ          | 40               | 3                | 2                | 5                | 18               | 3       | 0       | 0       | 0       | 0       |
| 1999–00      | «Гамільтон Бульдогс»    | АХЛ          | 7                | 4                | 2                | 6                | 4                | —       | —       | —       | —       | —       |
| 2000–01      | «Едмонтон Ойлерс»       | НХЛ          | 34               | 5                | 2                | 7                | 17               | —       | —       | —       | —       | —       |
| 2000–01      | «Монреаль Канадієнс»    | НХЛ          | 43               | 9                | 16               | 25               | 34               | —       | —       | —       | —       | —       |
| 2001–02      | «Монреаль Канадієнс»    | НХЛ          | 75               | 8                | 15               | 23               | 27               | 12      | 0       | 1       | 1       | 9       |
| 2002–03      | «Монреаль Канадієнс»    | НХЛ          | 60               | 9                | 7                | 16               | 21               | —       | —       | —       | —       | —       |
| 2003–04      | «Монреаль Канадієнс»    | НХЛ          | 36               | 2                | 2                | 4                | 14               | —       | —       | —       | —       | —       |
| 2003–04      | «Гамільтон Бульдогс»    | АХЛ          | 2                | 1                | 0                | 1                | 0                | —       | —       | —       | —       | —       |
| 2003–04      | «Торонто Мейпл-Ліфс»    | НХЛ          | 5                | 1                | 1                | 2                | 2                | 13      | 2       | 1       | 3       | 0       |
| 2005–06      | «Торонто Мейпл-Ліфс»    | НХЛ          | 79               | 17               | 11               | 28               | 63               | —       | —       | —       | —       | —       |
| 2006–07      | «Торонто Мейпл-Ліфс»    | НХЛ          | 82               | 14               | 14               | 28               | 58               | —       | —       | —       | —       | —       |
| 2007–08      | «Торонто Мейпл-Ліфс»    | НХЛ          | 53               | 10               | 7                | 17               | 18               | —       | —       | —       | —       | —       |
| Усього в ОХЛ | Усього в ОХЛ            | Усього в ОХЛ | 131              | 59               | 88               | 147              | 118              | 12      | 12      | 4       | 16      | 18      |
| Усього в НХЛ | Усього в НХЛ            | Усього в НХЛ | 714              | 107              | 111              | 218              | 363              | 36      | 3       | 2       | 5       | 13      |